# Geert Wilders
Cet article possède un paronyme, voir Wilder.
Geert Wilders (prononcé en néerlandais : ['ɣeːʁt 'ʋildɛʁs]), né le 6 septembre 1963 à Venlo, est un homme politique néerlandais, dirigeant du parti d'extrême droite Parti pour la liberté qu'il a fondé en 2006,.
Élu représentant à la Seconde Chambre lors des élections législatives de 1998 pour le Parti populaire pour la liberté et la démocratie (VVD), il fonde le Parti pour la liberté (PVV) en 2006, dont il mène la liste lors de cinq scrutins nationaux. En 2010, le PVV progresse au point de négocier un soutien sans participation au premier cabinet de Mark Rutte. À la suite des élections législatives de 2012, lors desquelles le PVV arrive à nouveau en troisième place avec quinze sièges, Geert Wilders devient, de fait, le chef de l'opposition au deuxième cabinet de Mark Rutte. En 2023, son parti arrive nettement en tête des élections législatives, sans toutefois être en mesure de former une coalition.
Wilders est surtout connu pour être un populiste de droite qui tient régulièrement des discours islamophobes, et  anti-immigration.  Il a été condamné par la justice pour des propos discriminatoires.  Ses opinions ont fait de lui une figure controversée aux Pays-Bas et à l'étranger. Depuis 2004, il est protégé en permanence par des policiers armés. Il est connu aussi pour son euroscepticisme et ses relations avec la Russie.

## Situation personnelle

### Origines et famille
Geert Wilders naît en 1963 à Venlo.
Il est le fils d'un père néerlandais cadre dans l'entreprise Océ et d'une mère née aux Indes orientales néerlandaises, appartenant à la communauté eurasienne indo. Les Indos sont des Néerlandais  nés en Indonésie, plus ou moins métissés, qui ont fui lors de la guerre d'indépendance en 1945-1949 et ont été « rapatriés » aux Pays-Bas — pays dont ils avaient la nationalité, mais que le plupart découvraient.  
Le fait d'être issu d'une famille coloniale métisse des Indes orientales néerlandaises aurait eu une influence décisive sur l'idéologie politique de G. Wilders, qui aurait reproduit l'opposition de la communauté indo à l'immigration musulmane et au multiculturalisme depuis les années 1970,. Alors que les Indos sont très attachés à la culture néerlandaise, ils n'ont jamais réussi à s'intégrer pleinement  aux Pays-Bas, où ils sont parfois confondus avec les immigrés musulmans d'origine turque ou marocaine. Ils manifestent pour cette raison une hostilité constante à l'égard des immigrés musulmans. De plus, les Indos ont été chassés d'Indonésie, qui abrite la plus grande population musulmane du monde, par des musulmans. 
Il est possible que l'arrière-grand-mère indonésienne de Geert Wilders ait été musulmane,.

### Études et parcours professionnel
Wilders suit une formation d'assistant social à Amsterdam et fréquente des formations en sciences juridiques de l'université libre d'Amsterdam. Lors de son service militaire, il se dit content de ne pas devoir partager une tente avec les soldats allemands dans le cadre d'exercices conjoints sous l'égide de l'OTAN, citant l'expérience de son père durant la Seconde Guerre mondiale.
Il s'installe quelques années en Israël où il travaille dans un moshav. De retour aux Pays-Bas, il travaille dans le secteur de l'assurance maladie puis entre en politique comme rédacteur de discours pour le Parti populaire pour la liberté et la démocratie (VVD).

## Parcours politique

### Parlementaire

#### Première élection en 1998
A ses débuts, de 1990 à 1998, Geert Wilders est assistant parlementaire de Frits Bolkestein. Il est élu à la Seconde Chambre des États généraux depuis 1998, d'abord pour le (VVD), puis pour le Parti pour la liberté (PVV) qu'il crée en 2006 à la suite de son départ du VVD. Son entrée au Parlement se fait à la faveur de la participation du VVD au second cabinet de Wim Kok, libérant des sièges parlementaires de personnalités nommées ministres et secrétaires d'État, appelant les membres plus haut placés sur la liste choisie aux élections à prendre leur place. Il quitte le VVD en 2004 pour fonder le « groupe Wilders » dans lequel il siège seul et se sert de ses bases pour fonder le PVV.

#### Fondation du PVV et percée électorale
À la tête du PVV, il réalise un bon score aux élections européennes de juin 2009. Avec environ 16 % des voix, le PVV arrive en effet en deuxième position derrière l'Appel chrétien-démocrate (CDA) du Premier ministre Jan Peter Balkenende, qui lui, totalise 20 % des suffrages. En mars 2010, le parti opère une percée symbolique aux élections municipales.

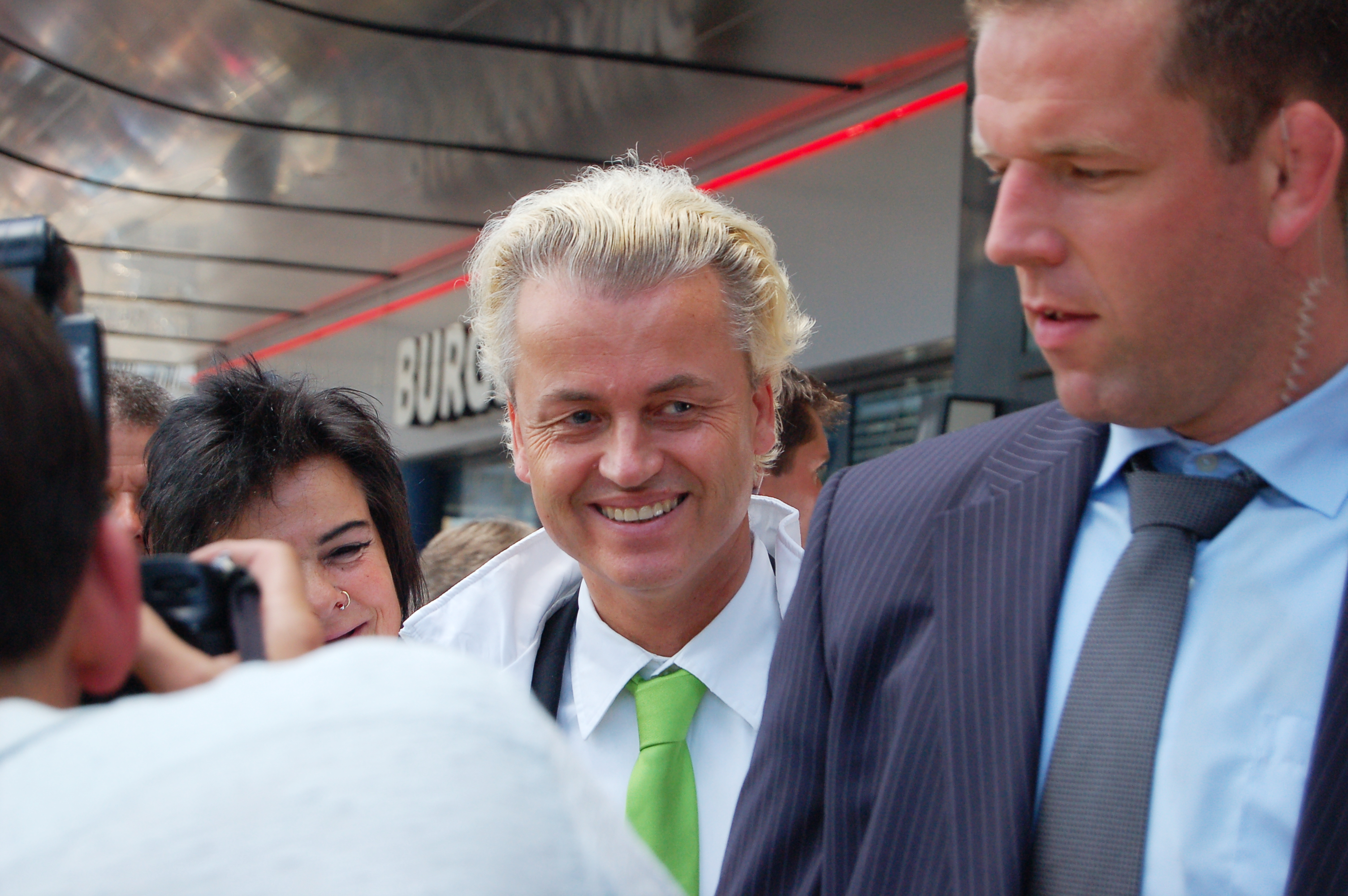
Geert Wilders en campagne pour les élections législatives de 2010, à Rotterdam.

Lors des élections législatives de juin 2010, le PVV récolte 16 % des voix, ce qui en fait le troisième parti des Pays-Bas, derrière le VVD à 21 % et le Parti travailliste (PvdA) à 20 %. En octobre 2010, le PVV signe un accord de gouvernement avec le VVD et le CDA sur la base d'un programme à droite tant sur le plan économique que sur celui de la lutte contre l'immigration. En apportant son soutien au VVD et au CDA, Geert Wilders rend possible la formation du gouvernement, mais il n'y participe cependant pas directement. Le premier cabinet de Mark Rutte chute en 2012 du fait du retrait du soutien du PVV. Wilders est élu député européen lors des élections de 2014, mais démissionne avant de siéger.

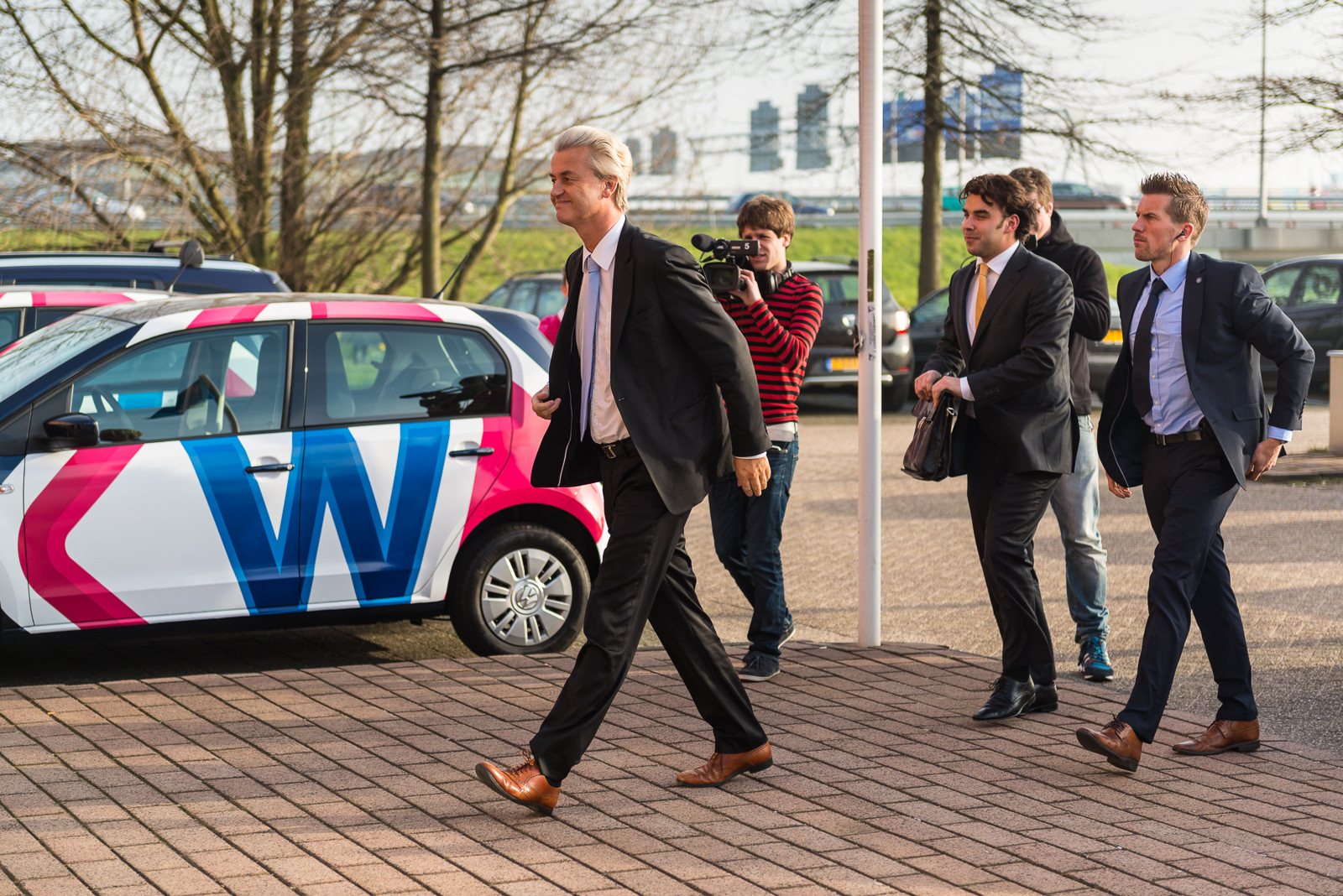
Geert Wilders à La Haye en 2014.

Il reçoit d'importants financements du milliardaire américain d'extrême droite Robert Shillman (en) via la fondation Horowitz, groupe qui soutient des campagnes violemment anti-musulmanes et anti-immigrés aux États-Unis. En 2016, son parti est placé en tête de tous les sondages en vue des élections législatives de 2017 mais dans les semaines précédant le scrutin, le VVD lui ravit le titre de favori. Cependant, il est alors le quatrième parlementaire néerlandais à la longévité la plus importante parmi les 150 élus de la Seconde Chambre.

#### Résultats électoraux de 2017 et 2021
Lors des élections législatives du 15 mars 2017, son parti passe de quinze à vingt sièges à la Seconde Chambre et devient le deuxième parti politique du pays, tandis que les deux principaux partis de la coalition au pouvoir (VVD et PvdA) perdent respectivement huit et vingt-neuf sièges. Le VVD remporte néanmoins le scrutin et le Premier ministre sortant Mark Rutte ouvre des négociations de coalition avec l'Appel chrétien-démocrate (CDA), les Démocrates 66 (D66) et la Gauche verte (GL). Le troisième cabinet de Mark Rutte est formé en octobre 2017 avec l'appui de l'Union chrétienne (CU) au lieu des écologistes.
À l'occasion des élections législatives de 2021, concurrencé par le Forum pour la démocratie (FvD) de Thierry Baudet, le PVV recule de trois sièges à la Seconde Chambre, alors que Wilders espérait engranger une vague de soutien résultant de son opposition au couvre-feu décrété par le gouvernement dans un contexte de pandémie de Covid-19.

#### Arrivée en tête des élections législatives de 2023
En novembre 2023, à la surprise générale, son parti arrive largement en tête des élections législatives, devançant la liste écologiste et socialiste emmenée par l’ex-commissaire européen Frans Timmermans,. En mars 2024, Geert Wilders abandonne sa candidature au poste de Premier ministre des Pays-Bas, invoquant le manque de soutien des autres partis politiques dans les pourparlers sur la formation d'un gouvernement de coalition.
En juin 2025, Wilders provoque la chute du gouvernement néerlandais en retirant son parti de la coalition de droite dirigée par le premier ministre Dick Schoof. Il justifie cette décision par le refus des autres partis de soutenir son plan en dix points pour durcir la politique migratoire, qui inclut la fermeture des frontières aux demandeurs d'asile et la fermeture des centres d'accueil.

## Prises de positions et controverses

### Opposition à l'islam
En 2008 Geert Wilders assimile l'islam à une « idéologie fasciste », et le Coran au Mein Kampf d'Adolf Hitler, alléguant ce motif pour demander l'interdiction de l'ouvrage,. Il demande l'interdiction des mosquées. Il dénonce la place réservée aux femmes et aux homosexuels dans l'islam. Selon le politologue Jérôme Jamin, le fait de mobiliser une rhétorique «  prétendument progressiste faisant référence à la lutte contre le fascisme, à la défense de l’égalité entre les hommes et les femmes, ou encore aux droits des homosexuels » relève de l'instrumentalisation des idéaux démocratiques afin de justifier la haine des musulmans. 
Il réalise et met en ligne en 2008 le court métrage anti-islam Fitna ; selon La Croix, le film pratique « l'amalgame » entre le terrorisme et la religion musulmane.  Ce court-métrage est diffusé le 27 mars 2008 sur LiveLeak, malgré la désapprobation de Jan Peter Balkenende, Premier ministre des Pays-Bas de 2002 à 2010. La secrétaire à l'Intérieur britannique Jacqui Smith, membre du Parti travailliste, interdit de séjour Geert Wilders en février 2009, alors qu'il est invité par deux membres de la Chambre des lords pour une projection de Fitna. G. Wilders fait appel de cette décision, qui est annulée par la justice britannique huit mois plus tard.. Le film provoque un émoi dans certains pays à majorité musulmane, et le secrétaire général de l'ONU, Ban Ki-moon, dénonce sa diffusion
En 2009, Geert Wilders mécontent  parce qu'une journaliste néerlandaise, victime d'enlèvement et de viol par des Talibans, avait refusé d'approuver son discours anti-islam, suscite une controverse en affirmant qu'elle « souffre du syndrome de Stockholm » - un trouble psychologique qui peut atteindre des personnes séquestrées.
En juin 2011, la commune suisse de Savièse s'oppose à sa venue en alléguant des « questions de sécurité », ce qui entraîne l'annulation d'un débat sur l'islam avec le conseiller national UDC valaisan Oskar Freysinger. À défaut, il reçoit Oskar Freysinger, à La Haye, le 9 juin 2011, dans l'enceinte du Parlement,.
Le 3 mai 2015, il est l'invité d'honneur d'un concours de caricatures de Mahomet à Garland, au Texas, où il échappe à un attentat revendiqué par l'État islamique. Ce concours de caricatures était organisé par un groupe d'extrême droite américain dirigée par la controversée Pamela Geller. G. Wilders veut ensuite exposer ces caricatures au Parlement néerlandais au nom de la liberté d'expression, ce qui lui est refusé. 
G. Wilders a une vision simplificatrice de l’islam qui occulte le fait que la plupart des religions comptent des textes « scandaleux au regard des droits fondamentaux », selon l'analyse du politologue J. Jamin. De plus G. Wilders oublie de situer historiquement le texte du Coran, et fait l'impasse sur la multiplicité des interprétations théologiques dans l'islam. Des musulmans paisibles sont caricaturalement représentés par le politicien néérlandais comme des partisans « de la lapidation, de la burqa et de Ben Laden ».

### Opposition à l'immigration
En 2017 G. Wilders s'en prend à ce qu'il appelle la « racaille marocaine » aux Pays-Bas,.
Il préconise l'arrêt de l'immigration venant de pays à majorité musulmane, ainsi que l'expulsion des migrants illégaux, le renvoi des demandeurs d'asile syriens.
Après avoir s'être prononcé en faveur de l'accueil de  réfugiés ukrainiens G. Wilders déclare en 2024 que les Pays-Bas sont « l'imbécile de l'Europe » pour avoir accepté un trop grand nombre de ces réfugiés qui avaient fui devant l'invasion russe.

### Critique de la double nationalité
Le 13 janvier 2016, la parlementaire Khadija Arib qui a la double nationalité néerlandaise et marocaine est élue présidente de la Seconde Chambre. Geert Wilders réagit ainsi : « C'est un jour noir pour l'histoire parlementaire ». Il reproche à cette femme politique de détenir la double nationalité et avait déjà dénoncé son accession à la présidence par intérim après la démission d'Anouchka van Miltenburg : « Il ne s'agit pas d'elle en tant que personne, mais quelqu'un qui a la double nationalité ne devrait pas être président de la chambre basse du Parlement néerlandais ». Khadija Arib explique souhaiter se séparer de sa nationalité marocaine mais que son pays d'origine interdit à ses ressortissants d'y renoncer.
En 2021, Wilders renouvelle ses critiques contre les responsables politiques aux Pays-Bas détenteurs d'une double nationalité, à l'occasion de l'annonce de la nomination de Dilan Yeşilgöz-Zegerius, d'origines turque et kurde, en tant que ministre de la Justice et de la Sécurité. Il affirme qu'elle pourrait faire révoquer sa protection policière, ce que l'intéressée dément avoir l'intention de faire. Peu après sa prise de fonction, elle le reçoit pour une entrevue.

### Inspirations idéologiques
G. Wilders puise une partie de son discours anti-islam  dans le « revanchisme »  néocolonial du Mouvement national-socialiste aux Pays-Bas (NSB), plus particulièrement de sa branche indonésienne, le Mouvement national-socialiste aux Indes orientales néerlandaises. Déjà au cours des années 1930, « de nombreux membres de ce parti nazi néerlandais dans la colonie étaient d'origine eurasienne », note Ian Buruma, spécialiste de l'Asie ; ce parti a permis aux Indos, groupe dont G. Wilders est originaire par sa mère, d'être « plus néerlandais que les Néerlandais ». G. Wilders s'inspire également du discours islamophobe de l'aile coloniale de plusieurs partis comme le VVD, ou le Vrije Indische Partij (nl) (Parti des Indes Libres), particulièrement réactionnaire.

### Critique de la politique écologique du gouvernement
Dans le contexte de la Crise de l'azote aux Pays-Bas, Geert Wilders critique en mars 2023 à La Haye le Cabinet Rutte IV et sa volonté de réduire les émissions d'azote du pays, cette ambition pouvant selon lui mettre en danger des milliers d'agriculteurs néerlandais ainsi que leurs exploitations agricoles.

## Procès et condamnations
Fin 2010, Wilders est jugé pour « incitation à la haine raciale » à cause de son film Fitna et de sa proposition d'interdire le Coran. Le 23 juin 2011, le tribunal d'Amsterdam le relaxe des quatre chefs d'accusation, dont l'incitation à la haine et à la discrimination raciale et religieuse,.
En 2016, un second procès lui est intenté pour « insulte collective » à la suite d'une soirée électorale municipale en mars 2014, où il a demandé aux membres du public s'ils voulaient « plus ou moins de Marocains dans [leur] ville et aux Pays-Bas » ; le public ayant répondu « Moins ! Moins ! Moins ! », G. Wilders dit : « Nous allons nous en charger ». Plus de 6 400 plaintes avaient été déposées. À ce procès, il ne se présente qu'au dernier jour et prend en charge lui-même sa défense. Trois mois avant des élections nationales, le 8 décembre 2016, le tribunal le déclare coupable mais le dispense de peine ou d'amende, jugeant sa situation de menacé de mort suffisante à elle-même. Selon des documents officiels publiés, le ministre de la Sécurité et de la Justice de l'époque, Ivo Opstelten, est intervenu pour tenter d'influencer le ministère public contre Wilders.
En 2021 il est reconnu coupable en appel d'avoir insulté le peuple marocain collectivement.
En juillet 2023 il est reconnu coupable de discrimination et condamné pour des insultes qu'il avait proférées à l'encontre des Marocains de son pays lors d'une réunion électorale en 2014 ; il avait fait appel d'une condamnation en 2016, mais la justice confirme le verdict 9 ans plus tard. Selon L'Express, à la suite de ses affaires judiciaires Geert Wilders « s'érige en martyr de la liberté d'expression ».

## Relations internationales

### Union européenne

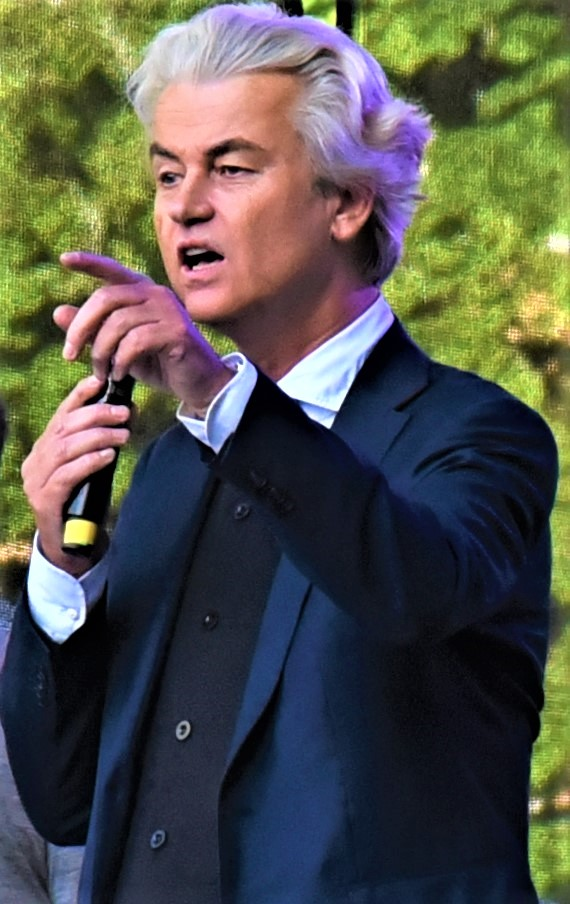
Geert Wilders en 2019.

Il souhaite que les Pays-Bas opèrent leur sortie de l'Union européen - un Nexit, équivalent du Brexit britannique. Il est opposé à l’intégration de la Slovaquie et de la Roumanie dans l'Union européenne. Élu député européen en juin 2009, il annonce qu'il ne siégera pas au Parlement européen, dont il demande l'abolition. Il présente l'Union européenne comme un « État nazi » du fait de sa politique d'extension à de nouveaux pays. Il soutient le Partenariat transatlantique de commerce et d'investissement (TAFTA ou TTIP).
En septembre 2018, à l’instar du chef de l'extrême droite italienne Matteo Salvini, il se dit intéressé par le projet de l'ex-conseiller de Donald Trump Steve Bannon de fédérer des partis européens d’extrême droite.

### Israël
Geert Wilders affirme entretenir une relation personnelle forte avec Israël. Il s'est rendu en Israël une quarantaine de fois au cours des vingt-cinq dernières années. Selon ses propres déclarations, il y aurait rencontré plusieurs fois Ariel Sharon et Ehud Olmert. Il revendique des liens étroits avec le Mossad.
Wilders voulait dans un premier temps émigrer vers Israël. Il y a d'ailleurs travaillé dans des boulangeries industrielles et dans un moshav. Élu député, il soutient Israël et fustige les pays qui lui sont hostiles. Il continue de s'y rendre après son élection, accompagné d'autres élus de son parti. Il se prononce contre la restitution des territoires palestiniens occupés par Israël, en échange de la paix, et se prononce pour le départ volontaire des Palestiniens en Jordanie.
Geert Wilders a été soutenu pendant le processus judiciaire à son encontre par des néoconservateurs américains comme Daniel Pipes et David Horowitz. La Coalition juive républicaine (Republican Jewish Coalition, RJC) a financé un de ses discours dans une synagogue à Boston (États-Unis).

### Russie
En 2016, G. Wilders s'oppose à l'accord d'association entre l'Union européenne et l'Ukraine. La même année, il juge que Vladimir Poutine est un « vrai patriote » et un allié dans la guerre contre le terrorisme islamique,,.
En février 2018, quatre ans après l'annexion de la Crimée, Wilders rencontre des dirigeants russes à la Douma à Moscou. Son voyage a suscité de vives critiques dans les familles des victimes néerlandaises de la catastrophe du vol MH17, qui l'accusent de ne pas prendre en compte l'implication de Moscou dans l'attentat.
G. Wilders et le PVV ont soutenu sans succès une motion visant à déclarer les Pays-Bas neutre dans le conflit russo-ukrainien et à mettre fin aux sanctions contre la Russie en juin 2022 ; l'homme politique a allégué le fait que des sanctions contre la Russie provoqueraient une hausse de l'inflation et  une crise énergétique. G. Wilders avait tweeté le 24 février 2022 : "Ne laissez pas les foyers néerlandais payer le prix d'une guerre qui n'est pas la nôtre».  
En septembre 2022, il se prononce contre les sanctions imposées à la Russie.  
Toujours en 2022, Wilders et le PVV condamnent verbalement l'invasion russe, mais en 2023, Wilders se prononce contre l'aide militaire à l'Ukraine,,,. En 2023 la télévision d'État russe présente la victoire aux législatives de G. Wilders comme bénéfique pour la Russie.

### États-Unis
Geert Wilders bénéficie d'un soutien financier de la part de fondations américaines qui reçoivent elles-mêmes des fonds orientés par des donateurs islamophobes. Geert Wilders a obtenu de la fondation américaine David Horowitz 134 000 dollars, soit 126 354 € en 2014 et 2015 (l'argent a été versé aux « Amis du PVV », le parti créé par G. Wilders) ; la Fondation Horowitz est elle-même alimentée à hauteur de 802 000 dollars par le DonorsTrust et sa filiale Donors Capital Fund (DT/DCF), fonds surnommés les « guichets automatiques d’argent noir du mouvement conservateur ». Les fonds DT/DCF  sont à la tête d'un réseau islamophobe ; ils ont versé 2,08 millions de dollars au militant complotiste anti-musulman Frank Gaffney qui dirige le Center for Security Policy, 425 000 dollars au Clarion Project du rabbin Raphael Shore dirigeant du groupe ultrasioniste Aish HaTorah, pour qu'il diffuse un film anti-islam incendiaire, etc.
G. Wilders a reçu 50 000 dollars du milliardaire américain Sanford Diller qui par ailleurs finance le contre jihad aux États-Unis et a donné 285 000 dollars à Frank Gaffney, fondateur du Center for Security Policy.
G. Wilders fonde un réseau, la « International Freedom Alliance Foundation » qui reçoit 25 000 dollars en 2016 du Abstraction Fund, fondation privée de Nina Rosenwald qui a «  une longue histoire de financement de groupes anti-musulmans ».
Geert Wilders a bénéficié pour payer ses frais d'avocat lors de ses multiples affaires judiciaires d'un financement de la part du Middle East Forum, lobby américain islamophobe et pro-israélien fondé par Daniel Pipes,, en 2010 et en 2011.
G. Wilders a déclaré avoir reçu un paiement de ses frais d'intervention à des conférences de la  part de la «  American Freedom Alliance », basée en Californie (AFA) ; AFA est classée comme un groupe haineux par le Southern Poverty Law Center.
En juillet 2016, il se rend avec Nigel Farage à la convention de Cleveland qui investit Donald Trump comme le candidat du Parti républicain pour l'élection présidentielle.

### Belgique
En mai 2008, il déclare que la Flandre devrait se séparer de la Belgique et être annexée aux Pays-Bas. Il propose un référendum en Flandre et aux Pays-Bas pour sonder la population.
Le 2 novembre 2017, sa visite à Molenbeek-Saint-Jean est annulée à la suite d’une décision de la bourgmestre de la commune bruxelloise, Françoise Schepmans, qui critique les objectifs de cette visite proposée par un élu d’extrême-droite belge, Filip Dewinter, lequel voulait « l'emmener à Molenbeek, qui ressemble plus entre-temps à une casbah au Maroc qu'à une ville européenne. Nous irons ensuite à la grande mosquée au parc du Cinquantenaire qui est aux mains de l'Arabie saoudite.». La bourgmestre porte ensuite plainte contre Geert Wilders pour racisme à la suite de propos jugés insultants.

## Menaces de mort
Du fait des nombreuses menaces de mort et appels à son assassinat, Geert Wilders est personnellement protégé par la police de manière permanente depuis 2004,.
Cette mesure du Service royal et diplomatique de protection (DKBD) est peu fréquente, puisque ce dernier ne fournit habituellement pas de gardes du corps aux personnalités politiques, dont les ministres et le Premier ministre. Geert Wilders regrette de ne plus pouvoir librement relever sa boîte aux lettres et est même parfois logé avec sa femme dans des bunkers militaires quand le niveau de menace est trop élevé. Cette situation dure depuis 2004, au soir de l'assassinat de Theo van Gogh. Une autre menace de mort, contre lui et Ayaan Hirsi Ali, paraît en octobre 2004, sous forme d'une vidéo diffusée sur Internet appelant à son assassinat par décapitation, à la suite de sa prise de position contre l'adhésion de la Turquie à l'Union européenne.
En 2008 en réponse à la publication de la vidéo Fitna de D. Wilders, Al-Qaïda lance, via le magazine Inspire, un appel au meurtre de Wilders pour « crimes contre l'islam ».
En mars 2010, un duo de rappeurs provocateurs néerlandais d'origine marocaine au nom de Youssef en Kamal publie un clip de musique intitulé Woensel. À la fin du clip, un mannequin à la perruque ressemblant à Geert Wilders est décapité dans une cave par une bande de jeunes avec notamment des messages de haine. Le clip sera par conséquent supprimé de YouTube alors que Wilders porte plainte. Par la suite, le duo sort un nouveau titre afin de s'excuser de manière sarcastique, intitulé Sorry, tandis qu'il présente également des excuses à la communauté marocaine d'Eindhoven, où ses deux membres résident, « pour [sa] participation et [sa] contribution involontaires à l'image négative [de la communauté marocaine] et aux troubles sociaux qui ont résulté directement du clip ». L'affaire n'ira pas jusqu'au procès.
En juillet 2010, dans sa revue en anglais Inspire, l'organisation terroriste Al-Qaïda publie une liste de cibles incluant Geert Wilders et Ayaan Hirsi Ali (ainsi que Stéphane Charbonnier, directeur de Charlie Hebdo, effectivement assassiné le 7 janvier 2015). En septembre 2010, le prédicateur australien d'origine libanaise Feiz Mohammad exhorte ses disciples à décapiter Wilders, parce qu'il « dénigre » l'islam et que quiconque « se moque, rit ou dénigre l'islam » comme Wilders doit « avoir la tête tranchée ».
En 2013, le djihadiste belge Brian De Mulder envoyé par Fouad Belkacem (fondateur de Sharia4Belgium), apparaît dans une vidéo menaçante envers Geert Wilders et Pieter De Crem. Ces images sont publiées sur le site officiel de l'État islamique.
En 2016, Geert Wilders, dans le programme électoral du PVV en vue des élections de 2017, demande la fermeture des écoles islamiques et est une nouvelle fois menacé. Lors d'un débat en mars 2017 avec le Premier ministre sortant Mark Rutte quelques jours avant la tenue des élections législatives, De Telegraaf écrit que Wilders porte un gilet pare-balles sous ses vêtements, de peur d'être assassiné par un membre du public.
En 2021, un Pakistanais venu de France est condamné en appel à dix ans de prison alors qu'il prévoit d'assassiner Geert Wilders. La peine est identique à celle dispensée en première instance en 2019. Il est arrêté à la gare centrale de La Haye en août 2018 alors que la veille, il poste une vidéo sur les réseaux sociaux annonçant son intention de s'attaquer à Geert Wilders ou à la Seconde Chambre.

## Vie personnelle

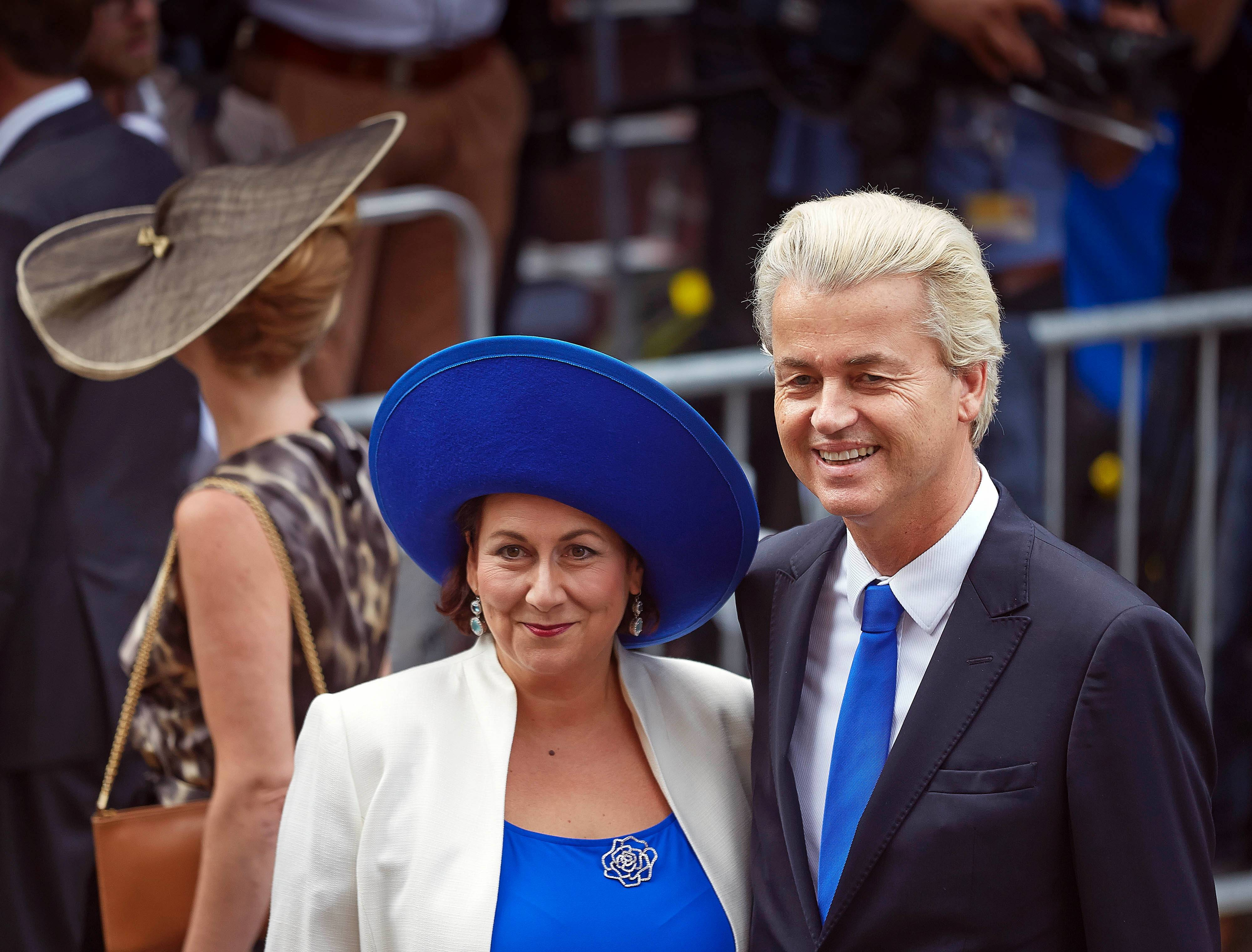
Krisztina Marfai Arib et Geert Wilders au Prinsjesdag, en 2014.

Wilders décolore et teint ses cheveux en blond peroxyde de platine depuis au moins le milieu des années 1990. Wilders acquiert le surnom de « Capitaine Peroxyde » du nom d'un personnage de la série pour adolescents Buffy contre les vampires. Selon plusieurs observateurs le blond peroxydé servirait surtout à dissimuler les origines indonésiennes de Geert Wilders,. Selon l'hebdomadaire néerlandais De Groene Amsterdammer, G. Wilders blondit ses cheveux noirs « pour se débarrasser de son identité indo » et apparaître comme « un homme de Venlo », sa ville néerlandaise natale.
Il est marié à Krisztina Marfai Arib, ancienne diplomate hongroise.